# Babriosz
Babriosz, olykor Babriasz (latinul: Babrius), (III. század) késő ókori görög meseíró.
Valószínű, hogy római származású volt, de elgörögösödött és keleten élt. Szókratész példájára Aiszóposz meséit finom ritmus-érzékkel és művészi technikával kholiambosz-mértékbe öntötte. Ez az átdolgozás a 10. századi Szuda-lexikon szerint 10 könyvből állt. Sikerük meglepő volt, csakhamar az iskolákban is olvasták és a későbbi meseírók Babriosz meséit igyekeztek utánozni, átdolgozni. Ez az oka, hogy az utánzatok lassanként kiszorították az eredetieket, úgyhogy Babriosz meséiből aránylag kevés jutott reánk. Egy 123 mesét magában foglaló kéziratot 1844-ben fedezett fel az Athosz-hegyi Szent Laura-kolostorban Minoides Mynas, és 1857-ben eladta a British Museumnak, újabban általa felfedezett 95 darab másolatával együtt. Ezeket azonban Lewis és Cobet hamisítványoknak jelentették ki (valószínűleg maga Mynas gyártotta őket).